# François Ignace Gryson
Franciscus Dominicus Ludovicus Gryson (François Ignace Gryson) (Vlamertinge, 5 januari 1760 - aldaar, 17 april 1806) was meier (burgemeester) van Vlamertinge.
Hij werd geboren als de zoon van Franciscus Ignatius Gryson en Maria Catharina Theresia Spinneweyn. Gryson werd meier op 30 maart 1799. Op 29 maart 1802 trouwde hij met Rosalie Meersseman in Vlamertinge. Gryson was tijdens zijn leven actief als brouwer en hij bleef meier tot aan zijn dood in 1806. 